# Jan Zabystřan
Jan Zabystřan (* 26. ledna 1998 Kadaň) je český reprezentant v alpském lyžování. Startoval na zimních olympijských hrách 2018 a 2022.

## Kariéra
Svých prvních dvou FIS závodů se zúčastnil v 16 letech v Geilu. V lednu 2015 se zúčastnil Evropského zimního olympijského festivalu mládeže v Malbunu. Obsadil 10. a 14. místo. V březnu následujícího roku poprvé startoval na mistrovství světa juniorů v Hafjellu a všech pět závodů dokončil mimo první třicítku.
Na Zimních olympijských hrách mládeže 2016 v Lillehammeru obsadil šesté a osmé místo v kombinaci a obřím slalomu. Úspěšný pro něj byl i šampionát v Soči.
Dne 13. ledna 2017 debutoval ve Světovém poháru v kombinaci ve Wengenu. O několik týdnů později se zúčastnil svého prvního mistrovství světa ve Svatém Mořici, kde startoval ve čtyřech disciplínách. Jeho nejlepším výsledkem bylo 38. místo v kombinaci.
O rok později se zúčastnil svých prvních olympijských her v Pchjongčchangu, kde byl součástí českého týmu v soutěži družstev. V super-G a sjezdu obsadil 40. a 46. místo. Své první body do světového poháru získal v Lauberhornu v lednu 2019, kde obsadil 27. místo v kombinaci. Na tento výkon navázal stříbrem na Mistrovství České republiky a 15. místem na mistrovství světa v Åre.
Na Zimní univerziádě 2023 v Lake Placid slavil největší úspěch své dosavadní kariéry. Získal zlaté medaile v super-G, obřím slalomu a slalomu. Rovněž získal bronz v alpské kombinaci.
V roce 2025 obsadil na mistrovství světa v Saalbachu 16. místo v super-G, čímž překonal rekordní 17. místo Ondřeje Banka.

## Úspěchy

### Olympijské hry
- Pchjongčchang 2018: 9. místo týmové soutěži, 40. místo v super-G, 46. místo ve sjezdu, obří slalom nedokončil, slalom nedokončil, alpskou kombinaci nedokončil
- Peking 2022: 14. místo v týmové soutěži, 25. místo v super-G, obří slalom nedokončil, slalom nedokončil, alpskou kombinaci nedokončil

### Mistrovství světa
- Svatý Mořic 2017: 38. místo v alpské kombinaci, 40. místo v super-G, 44. místo sjezd, slalom nedokončil
- Åre 2019: 9. místo v soutěži družstev, 15. místo v alpské kombinaci, 31. místo v obřím slalomu, 47. místo ve sjezdu, super-G nedokončil
- Cortina d'Ampezzo 2021: 9. místo v alpské kombinaci, 20. místo v super-G, paralelní závod nedokončil
- Courchevel/Méribel 2023: 10. místo v soutěži družstev, 37. místo v paralelním závodě, super-G nedokončil, slalom nedokončil, alpskou kombinaci nedokončil